# Charles D. Drake

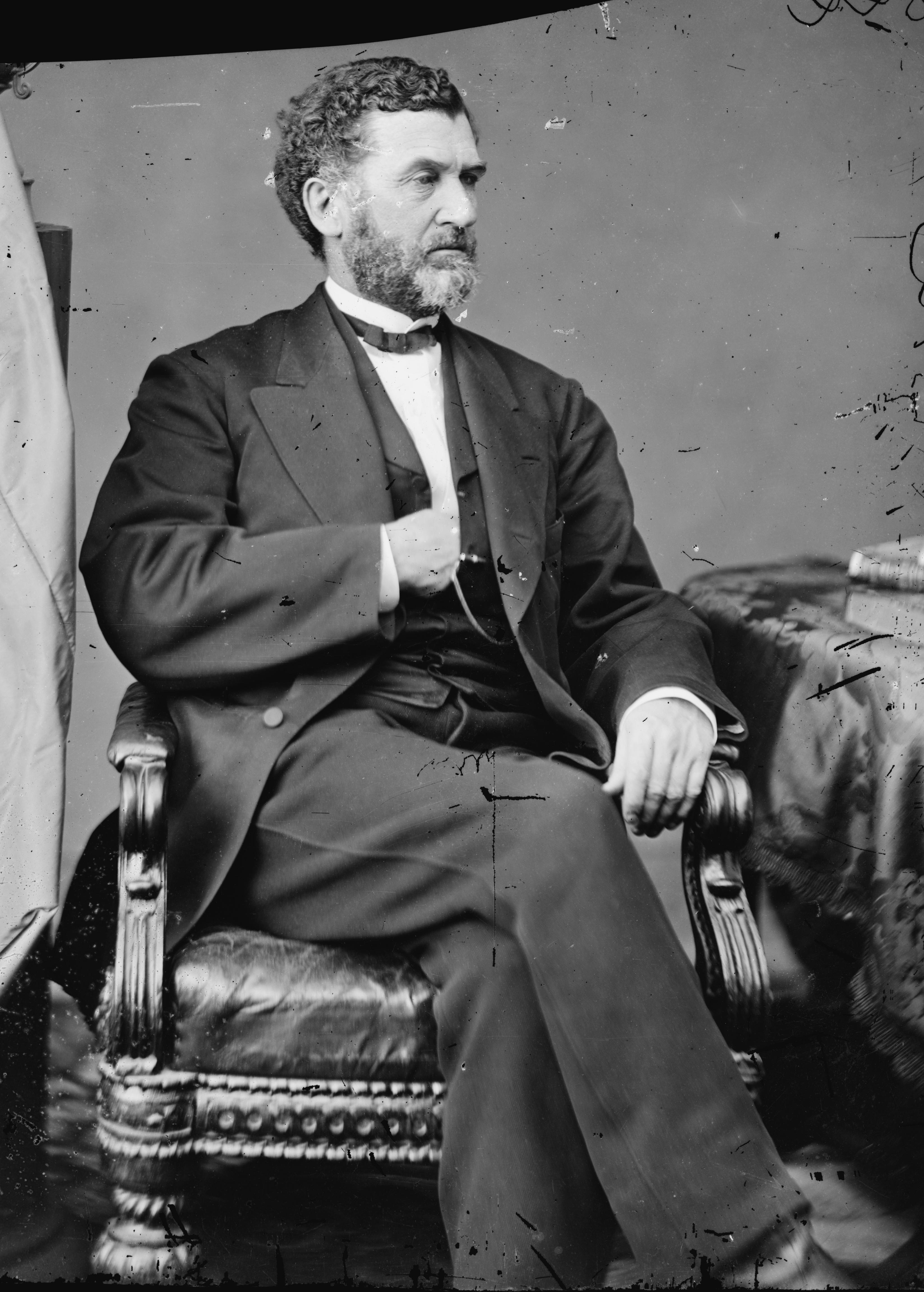
Charles D. Drake

Charles Daniel Drake (* 11. April 1811 in Cincinnati, Ohio; † 1. April 1892 in Washington, D.C.) war ein US-amerikanischer Jurist und Politiker (Republikanische Partei), der den Bundesstaat Missouri im US-Senat vertrat.

## Werdegang
Charles Drake besuchte von 1823 bis 1824 das College in Bardstown (Kentucky), danach wurde er bis 1825 an der Militärakademie in Middletown (Connecticut) ausgebildet, ehe er als Seekadett auf einem Schiff der US Navy anheuerte. Er diente dort, bis er die Marine 1829 verließ, um Jura zu studieren. Nach seinem Abschluss und der Aufnahme in die Anwaltskammer 1833 zog er nach St. Louis, wo er ab 1834 als Jurist arbeitete. Später veröffentlichte er Schriften, in denen er sich gegen die Sklaverei wandte.
Zwischen 1859 und 1860 gehörte Drake dem Repräsentantenhaus von Missouri an; 1865 war er Mitglied des staatlichen Verfassungskonvents. Schließlich wurde er 1866 in den Senat gewählt, dem er ab dem 4. März 1867 angehörte. Er war Vorsitzender des Bildungsausschusses (Committee on Education), ehe er am 19. Dezember 1870 sein Mandat niederlegte, um die Berufung zum obersten Richter am Court of Claims, einem Bundesgericht in Washington, anzunehmen. Auf diesem Posten verblieb er, bis er 1885 in den Ruhestand ging.